# Tastubella
Tastubella es un género de foraminífero bentónico de la subfamilia Pseudofusulininae, de la familia Schwagerinidae, de la superfamilia Fusulinoidea, del suborden Fusulinina y del orden Fusulinida. Su especie tipo es Pseudofusulina jaroslavkensis. Su rango cronoestratigráfico abarcaba el Sakmariense (Pérmico inferior).

## Discusión
Clasificaciones más recientes incluyen Tastubella en la superfamilia Schwagerinoidea, y en la subclase Fusulinana de la clase Fusulinata. Algunas clasificaciones incluyen Tastubella en la familia Pseudofusulinidae.

## Clasificación
Stewartina incluye a las siguientes especies:
- Tastubella buranchini †
- Tastubella fraudulenta †
- Tastubella indigaensis †
- Tastubella jaroslavkensis †
- Tastubella longiarca †
- Tastubella nadezhdae †
- Tastubella ovata †
- Tastubella parajaroslavkensis †
- Tastubella patracovkensis †
- Tastubella pedissequa †
- Tastubella polasnensis †
- Tastubella postpedissequa †
- Tastubella prima †
- Tastubella tastubensis †
- Tastubella vicaria †